# یواس‌ان‌اس مندونکا (تی-ای‌کی‌آر-۳۰۳)
یواس‌ان‌اس مندونکا (تی-ای‌کی‌آر-۳۰۳) (به انگلیسی: USNS Mendonca (T-AKR-303)) یک کشتی است که طول آن ۹۵۱ فوت ۵ اینچ (۲۹۰٫۰ متر) می‌باشد. این کشتی در سال ۱۹۹۹ ساخته شد.